# Lac Blanc (Mercantour)
Pour les articles homonymes, voir Lac Blanc et Blanc (homonymie).
Le lac Blanc est situé en haute vallée de la Madone de Fenestre dans le massif du Mercantour, à 2 665 m d'altitude, sur la commune de Saint-Martin-Vésubie, dans le département des Alpes-Maritimes en région Provence-Alpes-Côte d'Azur. 

## Géographie
C'est un lac naturel de type glaciaire. Sa superficie est de 0,62 ha et sa profondeur maximum de 6,5 m. C'est aussi la source de la rivière la Vésubie, un affluent du fleuve Var.